# اليكسي بوريسوف
اليكسي بوريسوف (بالروسية: Борисов, Алексей Юрьевич)‏ هو موسيقي وصحفي ومنتج أسطوانات وملحن روسي، ولد في 7 ديسمبر 1960 في موسكو في روسيا.

## وصلات خارجية
- اليكسي بوريسوف على موقع IMDb (الإنجليزية)
- اليكسي بوريسوف على موقع ميوزك برينز (الإنجليزية)
- اليكسي بوريسوف على موقع ديسكوغز (الإنجليزية)